# Sturm aufs Paradies
Sturm aufs Paradies ist das elfte Album von Saltatio Mortis und das sechste, auf welchem sie Mittelalter-Rock spielen. Es wurde am 2. September 2011 veröffentlicht und stieg auf Platz 3 der Deutschen Album Top 100 von MediaControl ein.

## Booklet-Gestaltung
Das Booklet zeigt eine Abwandlung der Szene Die Freiheit führt das Volk von Eugène Delacroix, in welcher die Protagonisten durch die Bandmitglieder ersetzt wurden.

## Songtexte
Textlich wird auf diesem Album wie auf dem Vorgängeralbum ein breites Spektrum angeboten. Neben vertonten Märchen (Nachtigall und Rose) sowie einer lyrischen Auseinandersetzung mit Atomkraft (Fiat Lux) finden sich auf dem Album auch Texte mit biblischem und mythologischem Bezug (Sündenfall bzw. Orpheus). Wie auf vorangegangenen Alben wird der Topos des reisenden Spielmanns in den Titeln Der letzte Spielmann, Eulenspiegel und Wieder unterwegs besungen. Gott würfelt nicht behandelt, ähnlich dem Lied Koma aus dem Album Aus der Asche, die Thematik lebensverlängernder Maßnahmen und Sterbehilfe.

## Erwähnenswertes
- Nachdem bereits die beiden Vorgängeralben Aus der Asche und Wer Wind sæt mit neuer Besetzung eingespielt wurden, gab es auch in diesem Album eine Änderung im Line-up. So wirkte nun Luzi das L bei diesem Album mit, welcher seit April 2011 (nach seinem Ausscheiden bei Schelmish) Mitglied der Band ist.
- Das Album erschien zusätzlich in zwei weiteren limitierten Editionen. Die erste Version beinhaltet eine weitere CD mit sieben Piano-Interpretationen von Liedern, die auch auf dem eigentlichen Album erschienen sind. Die zweite Version enthält zusätzlich eine DVD mit Bonusmaterial, in welchem unter anderem Hintergründe über die Lieder dargestellt werden.

Auf diesem Album haben neben den acht Musikern der Band noch folgende Gäste mitgewirkt:
- Julia Vukelic: Background-Gesang bei Orpheus
- Frederik Diehl: Piano bei Orpheus und Gott würfelt nicht

## Titelliste
1. Habgier und Tod (03:39)
2. Hochzeitstanz (04:22)
3. Ode an die Feindschaft (03:23)
4. Eulenspiegel (03:42)
5. Sündenfall (03:22)
6. Nachtigall und Rose (04:50)
7. Gott würfelt nicht (04:14)
8. Nach Jahr und Tag (03:42)
9. Orpheus (04:54)
10. Spiel mit dem Feuer (03:48)
11. Fiat Lux (03:35)
12. Der letzte Spielmann (03:39)
13. Wieder unterwegs (03:31)
14. Bonustrack (Bonustrack): Wer nicht kämpft (03:47)

Bonus-CD
1. Habgier und Tod (06:16)
2. Hochzeitstanz (06:52)
3. Eulenspiegel (06:03)
4. Spiel mit dem Feuer (03:48)
5. Nachtigall und Rose (06:55)
6. Orpheus (06:41)
7. Gott würfelt nicht (07:44)

Bonus-DVD
1. In eigenen Worten (Hintergrund über die Lieder)
2. Zuhause bei Saltatio Mortis
3. 42 – Ein nicht ganz ernst gemeintes Making-of
4. Die Band in Afrika (Dokumentation)
5. Hochzeitstanz (Musikvideo)